# San Clodio (Ribas de Sil)

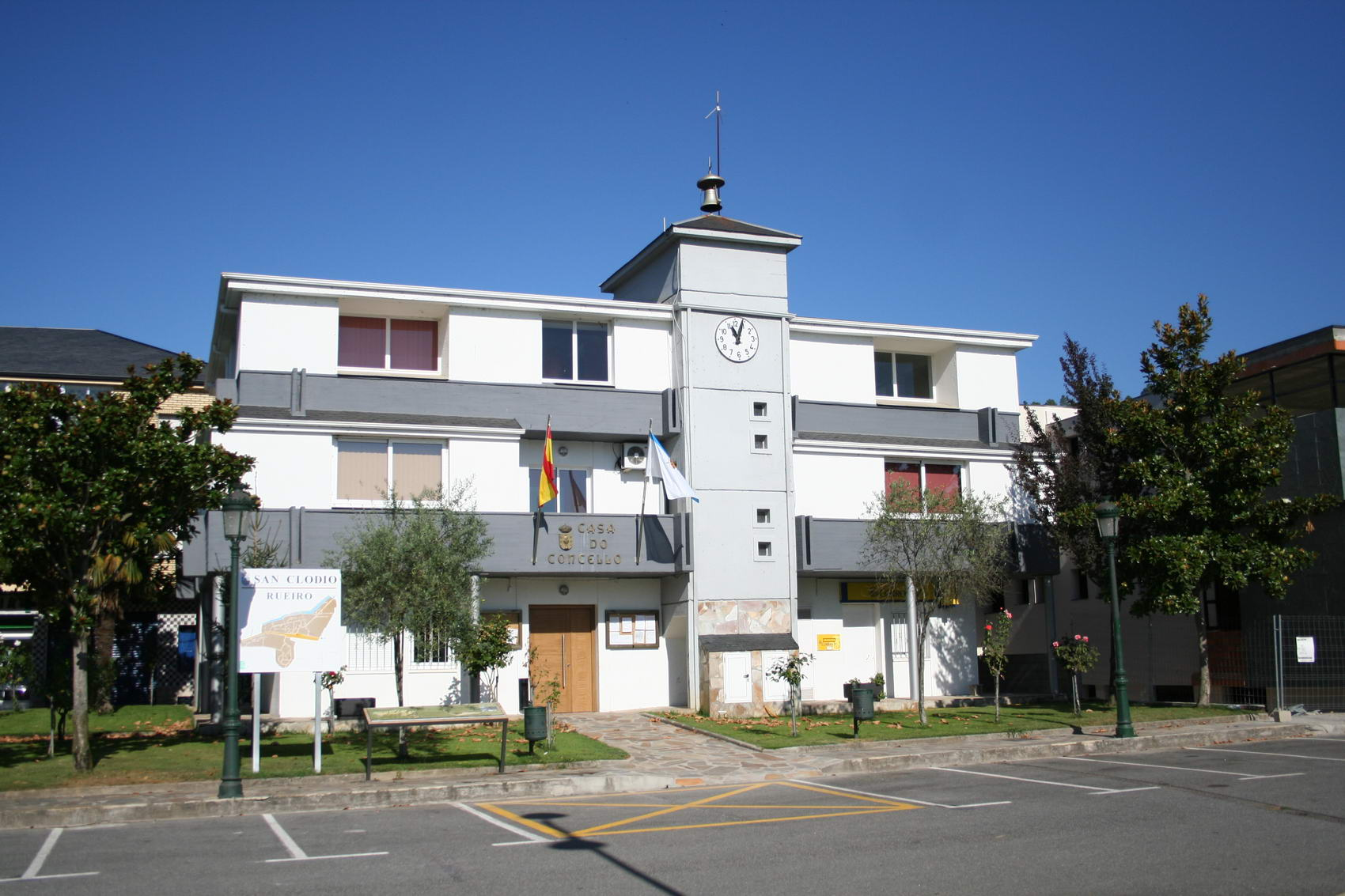
Casa de la Vila

San Clodio és una localitat gallega, capital del municipi de Ribas de Sil, a la província de Lugo. El 1833 la capitalitat va passar de Torbeo a San Clodio.
L'any 2001 tenia 1.010 habitants segons l'IGE. Es troba a la vora del riu Sil, a 2 km escassos de Quiroga.
L'arribada del ferrocarril el 1883 va contribuir al desenvolupament de la vila, passant a tenir una fisonomia urbana, comerços i petites indústries. L'estació de San Clodio-Quiroga és una de les més importants de la província de Lugo, amb serveis diaris a Barcelona, Madrid i les principals ciutats gallegues.